# Hariana
Hariana è una città dell'India di 7.813 abitanti, situata nel distretto di Hoshiarpur, nello stato federato del Punjab. In base al numero di abitanti la città rientra nella classe V (da 5.000 a 9.999 persone).

## Geografia fisica
La città è situata a 31° 38' 16 N e 75° 50' 27 E e ha un'altitudine di 299 m s.l.m..

## Società

### Evoluzione demografica
Al censimento del 2001 la popolazione di Hariana assommava a 7.813 persone, delle quali 4.097 maschi e 3.716 femmine. I bambini di età inferiore o uguale ai sei anni assommavano a 886, dei quali 465 maschi e 421 femmine. Infine, coloro che erano in grado di saper almeno leggere e scrivere erano 5.946, dei quali 3.240 maschi e 2.706 femmine.